# السياسة العسكرية (مصر)
السياسة العسكرية المصرية أو الدور السياسي للقوات المسلحة المصرية.
تشير دراسة محتوى التناول الإعلامي الدولي والمواقف الرسمية العالمية لثورة الخامس والعشرين من يناير عن مخزون إعلامي كبير، وتقدير واحترام عالمي لدور المؤسسة العسكرية المصرية تجاه الثورة، سواء من خلال تعاملها الراقي والحضاري وممارسة أعلى درجات الانضباط الوطني مع الثورة، أو من خلال إدارة المرحلة الانتقالية الراهنة، والتي تعد مرحلة مفصلية في تاريخ مصر المعاصر، ولا غرو إذا تجاوزت في آثارها الحدود الإقليمية والدولية، ويمكن أن نعزو هذه الدرجة من الإيجابية لدور المؤسسة العسكرية المصرية.

## الدور السياسي
- إلى جملة من الأسباب:[5] الدور التاريخي للجيش المصري والنظر إليه باعتباره العمود الفقري للدولة المصرية الحديثة، والموقف الإيجابي للجيش من الثورة وتعهده باحترام مطالبها، وسرعة بيانات الجيش التي أزالت الكثير من اللبس حول بعض القضايا، وأبرزها الموقف من المعاهدات الدولية لمصر، مما ساهم في خلق درجة عالية من الثقة والطمأنينة في الأوساط الدولية، وموقف الجيش من عملية التحول الديمقراطي، وتعهده بانتقال سلس للسلطة إلى سلطة مدنية، وهو أمر خالف كثير من التحليلات التي كانت تتحدث عن انقلاب 2013 في مصرنقلاب عسكري في مصر، وتركيبة المجلس الأعلى للقوات المسلحة، والتي تضم خبراء على أعلى مستوى في كافة المجالات، أخذوا على عاتقهم إدارة مرحلة التغيير وتحديد إطارها ليسلم الإدارة بعد ذلك إلى المدنيين، وتوظيف الجيش المصري لأدوات التواصل الإلكتروني الحديثة، خاصة صفحات «الفيسبوك» و«الرسائل النصية»، مما ساهم في سرعة التواصل مع الداخل المصري إزاء العديد من القضايا الشائكة، وتبيان موقف الجيش منها.

لم يكن دخول الجيش المصري على خط الأزمة السياسية الأخيرة في مصر والانقلاب علي محمد مرسي جديدا على المؤسسة العسكرية التي خرج من رحمها ثلاثة رؤساء جمهورية حكموا البلاد لأكثر من ستة عقود، الجيش الذي طالما ردد أنه بين الرئيس والشعب، وتفاجأ بخروج ملايين من الشعب المصري في 25 و28 يناير/كانون الثاني يطالبون برحيل رئيس قادم من المؤسسة العسكرية حكم البلاد لثلاثين عاما، وتعهد الجيش -الذي تأخر لأكثر من أسبوعين لإصدار بيان عن ثورة 25 يناير- بحماية المتظاهرين الذين اعتصموا لثمانية عشر يوما حتى تحقق مطلبهم برحيل حسني مبارك، ولكن مبارك قبل رحيله نقل السلطة وكافة صلاحياته إلى المجلس الأعلى للقوات المسلحة الذي تحمل المسؤولية في التعامل مع شارع غاضب رفع شعار «عيش، حرية، عدالة اجتماعية»، ويعاني من الفقر والبطالة وأزمات اقتصادية متعددة، وتدهور في الخدمات الصحية والاجتماعية، وكان على الجيش أيضا أن يواجه ويتفاعل مع أحزاب وتيارات سياسية تملك رؤى مختلفة لمستقبل البلاد، وهنا كان الصدام الأول بين الساسة والمؤسسة العسكرية الذين أعلنوا نيتهم تعديل الدستور السابق الذي يعود إلى عام 1971 ثم انتخابات برلمانية ورئاسية على أن تتولى المؤسسات المنتخبة وضع دستور جديد للبلاد.
في تقرير المقدم ستيفن جوتفش من الجيش الأمريكي بالتزامن مع سلسلة من الحلقات الدراسية الإستراتيجية التي أجريت بين المحللين من مصر والولايات المتحدة، برعاية المعهد الوطني للدراسات الاستراتيجية، جامعة الدفاع الوطني في الفترة 1994-1995، ويقول الكاتب أن الجيش هو أداة لتحقيق أهداف معينة؛ الغرض الرئيسي منه هو محاربة وكسب الحروب دفاعا عن الوطن، وتتميز بمستويات عالية من الانضباط والدافع بحكم وظيفتها والجيوش أيضا تحظى بتقدير كبير لقدرتها على تحفيز روح العمل الجماعي، وتحقيق الاكتفاء الذاتي ويسهل عليها اتخاذ القرار السريع والتنفيذ الفعال لهذه القرارات. وتعتبر المؤسسة العسكرية عموما بانها هيكل تنظيمي قادر بما فيه الكفاية على تسيير شؤون الدولة وإدارة المشاريع الوطنية وحل الفوضى السياسية، وفي مصر تجلت هذه القدرة عن طريق الإطاحة بالنظام الملكي 1952 - جمال عبد الناصر وعناصر من الجيش المصري وسيطر ضباط الجيش على مجلس الوزراء والمناصب الحكومية العليا. وكما هو الحال في أمريكا اللاتينية فان الشرق الأوسط لديه تاريخ طويل من الحكم العسكري. وتطورت مصر الحديثة منذ الانقلاب العسكري عام 1952، ومن عام 1952 حتى منتصف 1970 كان الجيش المصري أقوى مؤسسة في النظام السياسي المصري وانخفض تورط الجيش المصري في مسائل السياسة الوطنية في الوقت نفسه، توسعت مشاركتها في الحياة والاقتصاد الوطني في مصر، وهذه ورقة دراسة للدور الداخلي للعسكرية المصرية في المجتمع الوطني. وسيتناول إمكانات الجيش كعامل التنشئة الاجتماعية؛ توسيع مشاركتها في الاقتصاد؛ ودورها في السياسة الداخلية.

### ثورة 25 يناير

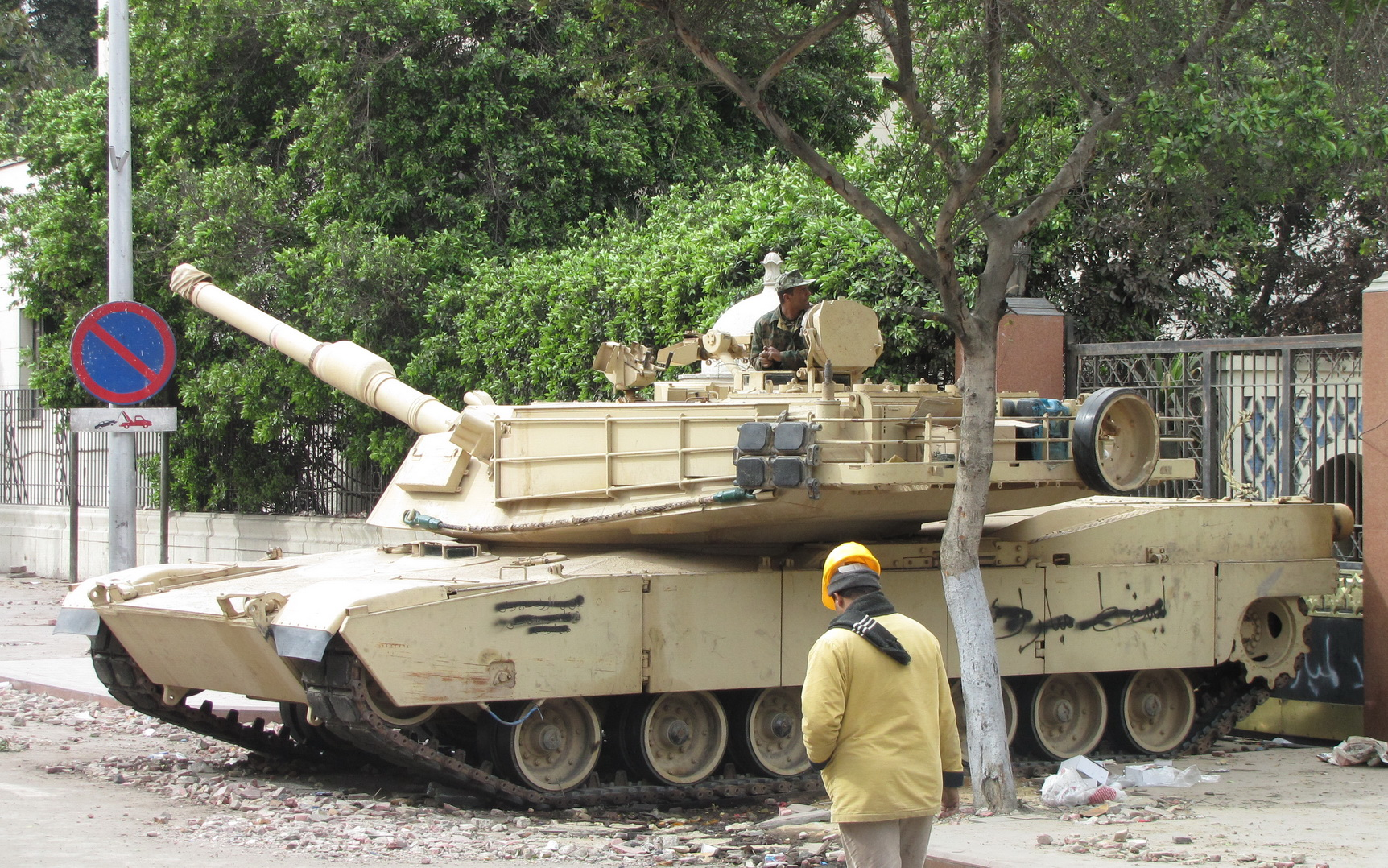
دبابة إم1 أبرامز في في مدخل ميدان التحرير خلال ثورة 25 يناير.

بعد فشل قوات الأمن المركزى في التصدى للمظاهرات، أمر الرئيس الأسبق محمد حسني مبارك بتحرك وحدات القوات المسلحة المصرية، لإعادة الأمن وتأمين المنشآت الهامة في الدولة مثل مبنى الإذاعة والتليفزيون ومبانى الوزارات. وكان لهم موقف بطولي تاريخي في إعادة الأمن وحماية المتظاهرين. ورفضوا التعدى بالضرب على المتظاهرين.
وعند تنحي الرئيس مبارك كلف المجلس الأعلى للقوات المسلحة بإدارة شئون البلاد، وفق البيان الذي أذاعه اللواء عمر سليمان نائب الرئيس مبارك. وقد أصدر المجلس عدة بيانات أذاعها لواء أ.ح محسن الفنجري منذ 10 فبراير 2011 أكد فيها وقوف المجلس إلى جانب رغبات الشعب المصري وتقديره لشهداء الثورة، وأكد المجلس أن إدارته للبلاد ستكون لفترة انتقالية لحين تسليم السلطة لسلطة منتخبة في آخر عام 2011.

### المجلس العسكرى ومرسي

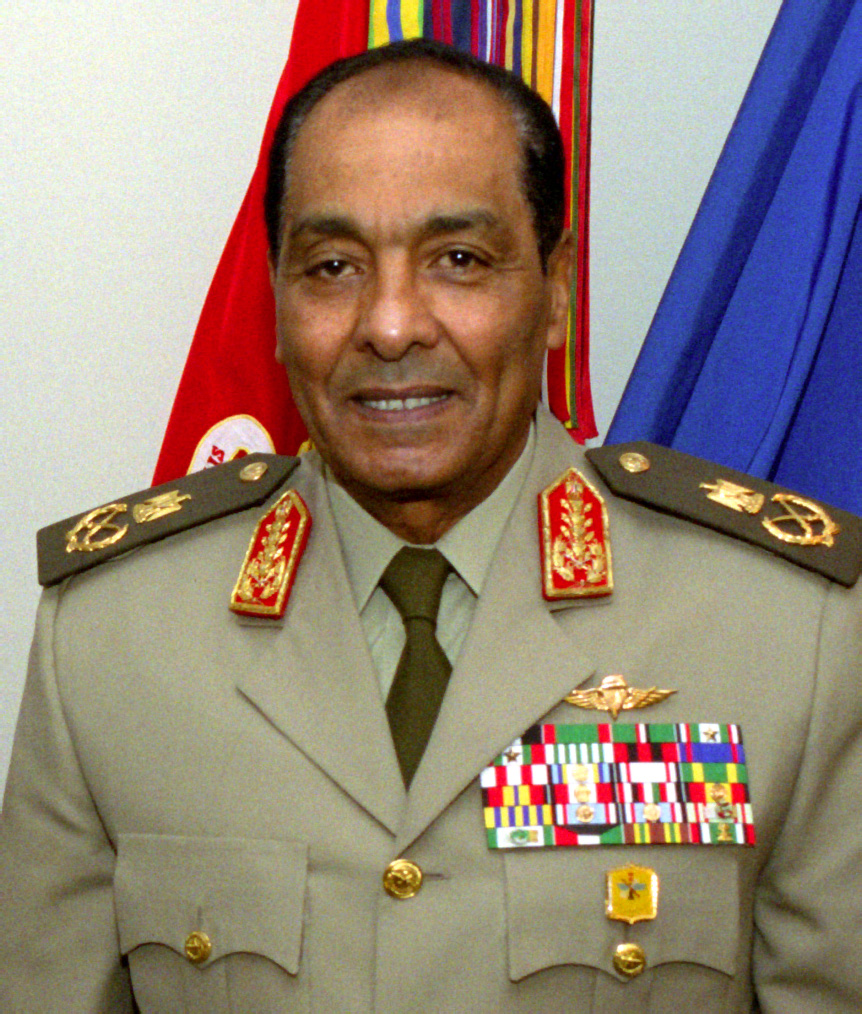
المشير محمد حسين طنطاوي، الرئيس السابق للمجلس الأعلى للقوات المسلحة من 11 فبراير 2011 حتى تقاعده في 12 أغسطس 2012

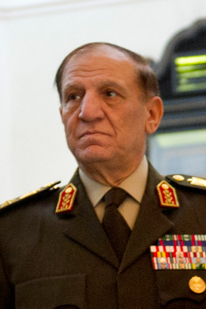
الفريق سامي حافظ عنان، نائب الرئيس السابق للمجلس الأعلى للقوات المسلحة من 11 فبراير 2011 حتى تقاعده في 12 أغسطس 2012

سلم المجلس العسكري السلطة بعد إجراء الانتخابات الرئاسية التي فاز بها محمد مرسي مرشح جماعة الإخوان المسلمين. شهدت فترة حكم الرئيس السابق محمد مرسي أخطاء سياسية واجتماعية قامت علي إثرها مظاهرات وانتفاضات بالشارع المصري وظهرت في الشارع حركات احتجاجية أبرزها حركة تمرد واستطاعت جمع أكثر من 22 مليون توقيع (حسب ما أعلنته الحركة) علي استمارة سحب الثقة من الرئيس وإجراء انتخابات رئاسية مبكرة.
وفي يوم الثلاثين من شهر يونيو احتشد ملايين المتظاهرين -حسب الإعلام الرسمي- في شوارع العاصمة المصرية القاهرة، وبالأخص ميدان التحرير وامام قصر الاتحادية، وبعض المحافظات، كما احتشد عدد كبير من مؤيدي جماعة الإخوان والحركات الإسلامية الأخرى في ميداني رابعة العدوية والنهضة. أصدرت القوات المسلحة المصرية بيانًا، سبقه بيان آخر قبل المظاهرات بعدة أيام، أعطت من خلاله مهلة ثمانية وأربعين ساعة للرئيس والقوى السياسية للتوصل إلى حل سياسي يقي البلاد من الفوضى كما جاء في البيان، وبدا أن رئيس الجمهورية وجماعة الإخوان عازمون على المواجهة.
وفي مساء يوم الثالث من يوليو ظهر القائد العام للقوات المسلحة المصرية الفريق أول حينئذ عبد الفتاح السيسي، وشيخ الأزهر الشيخ أحمد الطيب، وبطريرك الكنيسة البابا تواضروس، والمعارض الليبرالي الدكتور محمد البرادعي، ومنشئ حركة تمرد السالف ذكرها، وممثل عن حزب النور ذو التوجه الإسلامي، والكاتبة سكينة فؤاد وبعض قادة القوات المسلحة وأصدروا بيانا تلاه قائد القوات المسلحة المصرية الفريق أول عبد الفتاح السيسي كان مفاده تعطيل العمل بدستور 2012 والدعوة لتعديله وأن يشغل منصب رئيس الجمهورية -بصورة مؤقتة- رئيس المحكمة الدستورية المستشار عدلي منصور وطرحت خطة طريق لفترة زمنية محددة. وتم احتجاز الرئيس المعزول في مكان غير معلوم تحت سيطرة القوات المسلحة.

### 3 يوليو 2013

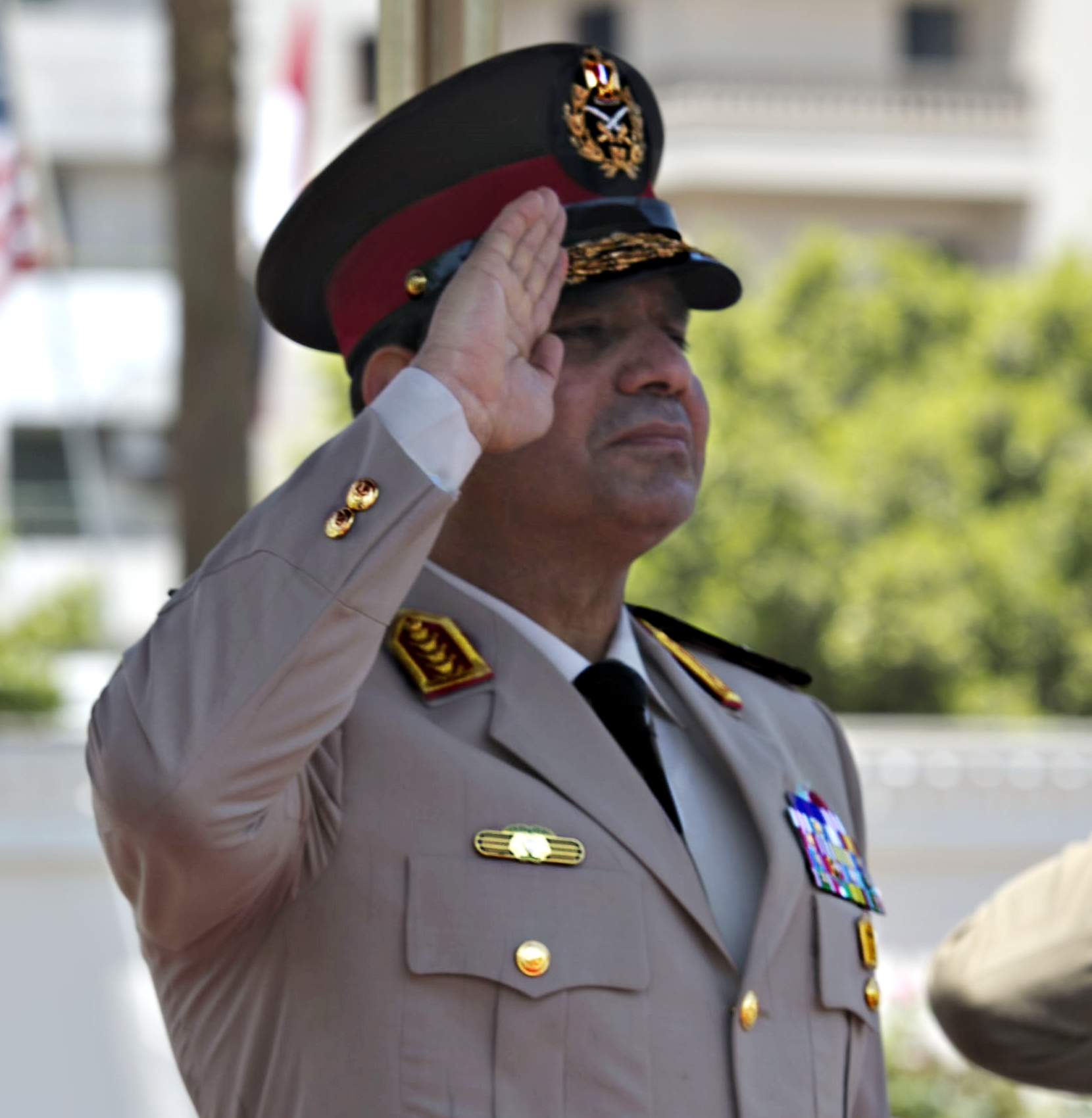
الفريق أول عبد الفتاح السيسي القائد العام للقوات المسلحة المصرية آنذاك.

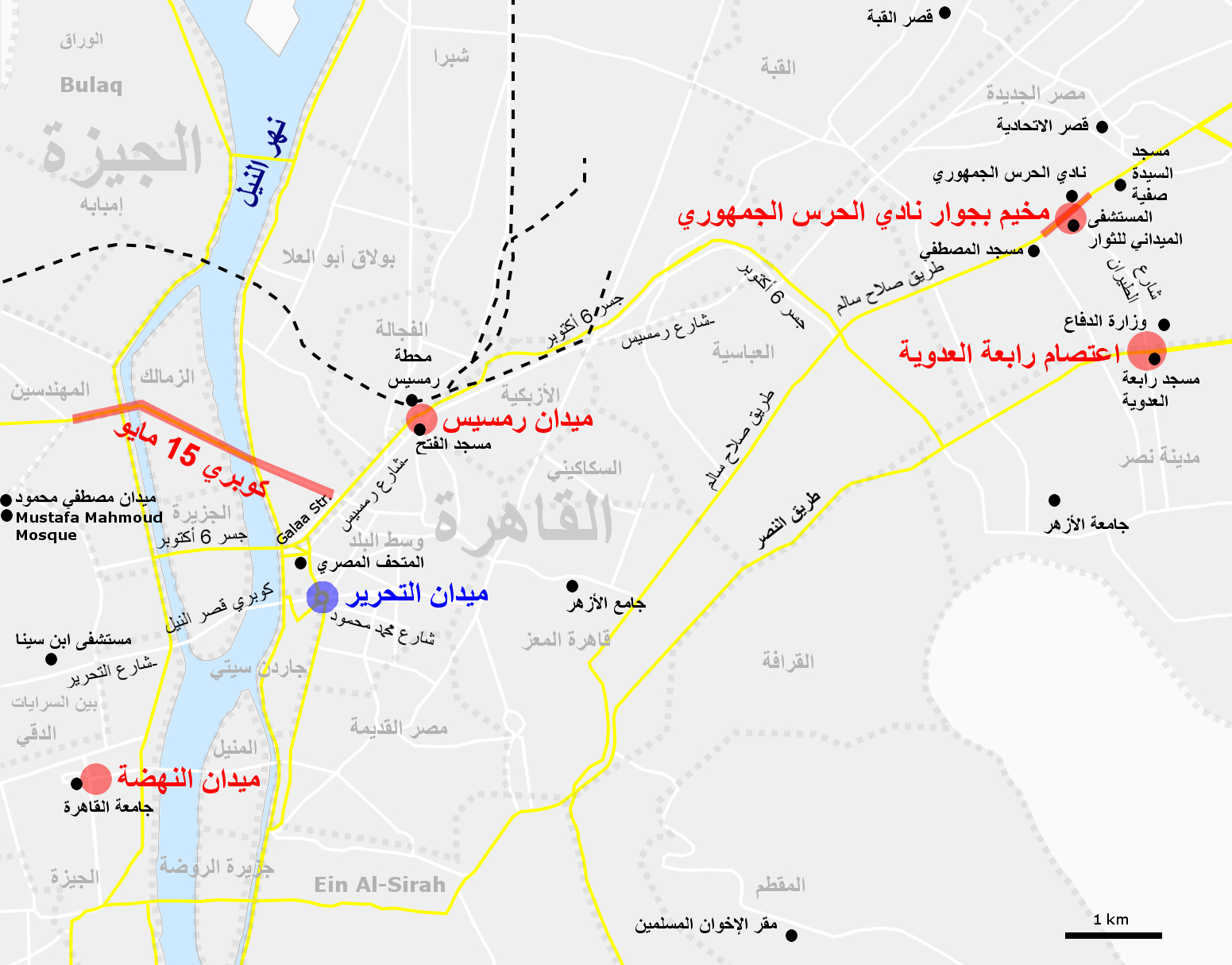
حدث أعمال شغب بين المتظاهرين وقوات الأمن في القاهرة خلال للاحتجاجات المؤيدة لمرسي، داهمت قوات الأمن بعد إنهاء حكم محمد مرسي من يوليو 2013
8 يوليو: خارج مقر نادي الحرس الجمهوري
27 يوليو: شارع النصر والاعتصام في مسجد رابعة العدوية
14 أغسطس: الاعتصامات في مسجد رابعة العدوية وميدان النهضة
16 أغسطس: ميدان رمسيس ومسيرات في طريقها إلى (كوبرى 15 مايو)
6 أكتوبر: مسيرات توجهت من الدقي ورمسيس باتجاه ميدان التحرير

أعلن المتحدث العسكري العقيد أحمد علي أن قيادة القوات المسلحة تجتمع بقيادات سياسية ودينية شبابية، وأضاف أن بيانًا سيصدر عن القيادة العامة بعد انتهاء الاجتماع. في أثناء ذلك نُشر على صفحة فيس بوك الخاصة بمستشار الرئيس للشئون الخارجية عصام الحداد منشورًا باللغة الإنجليزية، جاء في مقدمته «من أجل مصر والدقة التاريخية هيا ندعو ما يحدث في مصر باسمه الحقيقي: انقلاب عسكري». وقال أن هذه الكلمات ربما تكون آخر ما يكتب على صفحته. لكن المنشور ذكر أيضًا أن شعبية الرئيس مرسي تراجعت لكنه شرعي.
بعد اجتماع لقادة القوات المسلحة مع قوى سياسية ودينية وشبابية، في حوالي التاسعة مساءً بتوقيت القاهرة، أذاع التلفزيون الرسمي بيانًا ألقاه وزير الدفاع عبد الفتاح السيسي، أنهى فيه رئاسة محمد مرسي، وعرض خارطة طريق سياسية للبلاد اتفق عليها المجتمعون، تتضمن تسليم السلطة لرئيس المحكمة الدستورية العليا حتى إجراء انتخابات رئاسية مبكرة، وبين أن له سلطة إصدار إعلانات دستورية. وتشكيل حكومة كفاءات وطنية، وتشكيل لجنة من التيارات السياسية وخبراء الدستور لمراجعة دستور 2012 الذي عطل مؤقتًا. وجاء في البيان أيضًا دعوة المحكمة الدستورية العليا إلى سرعة إصدار قانون انتخابات مجلس النواب.
حدث تباين في ردود الأفعال حول ما قام به الجيش المصري، فاعتبره البعض انقلاباً عسكرياً. واعتبره البعض الآخر استجابة «للمطالب الشعبية».
وظهر الانقسام في الشارع المصري، فقد رفضت جماعة الإخوان المسلمين ومؤيدوها وبعض القوى السياسية ما حدث وأسموه إنقلابا عسكريا، وفي حين خفت المظاهرات المعارضة لجماعة الإخوان، استمرت مظاهرات واعتصامات جماعة الإخوان ومعارضي الانقلاب، ووقعت مصادمات أسفرت عن
سقوط قتلى من الجماعة والعسكريين والشرطة وإن كانت الغالبية العظمي من أعضاء ومؤيدي الجماعة، وخاصة في أحداث الحرس الجمهوري، وفض اعتصامي رابعة العدوية والنهضة وتم فرض حالة الطوارئ بعد فض اعتصامات مؤيدي الشرعية بالقوة.
وتبرز هذه الأحداث تأثير القوات المسلحة على المستوى الرسمي وفي الشارع السياسي المصري. وبينما يصف مؤيدو جماعة الإخوان والقوى السياسية المؤيدة لشرعية الرئيس المنتخب ما حدث بالانقلاب على الشرعية، فإن معارضو الرئيس السابق ومؤيدو الجيش والقوى المدنية يصفون المظاهرات وما تلاها من إجراءات بثورة ثلاثين يونيو أو موجة ثورية جديدة لثورة يناير 2011. وقد تأثرت ردود الفعل العالمية بهذا الانقسام، ولم يتحدد توصيف دقيق وواضح لما حدث في الدوائر الإعلامية والدبلوماسية العالمية.
وفي أغسطس 2014م صرحت وزارة الدفاع الأمريكية أن القوات الجوية المصرية والإماراتية شنتا غارات جوية على ليبيا وذلك في سياق أحداث « عملية الكرامة » وهو نزاع معقد واجه فيه تحالف بقيادة خليفة حفتر تحالفا آخر أبرز أعضائه « فجر ليبيا»، ولكن نفى وزير الخارجية المصري سامح شكري، ما يتردد بشأن عمل عسكري مصري في الأراضي الليبية، مشيرا أن بلاده تحترم السيادة الليبية. وفي حوار أجري مع الرئيس عبد الفتاح السيسي مع قناة فرانس 24 الفرنسية أوضح السيسي، أن الجيش المصري لم يتدخل في ليبيا، وقال الرئيس إن القوات الجوية لبلاده لم تشن أي هجمات في ليبيا، كما نفى في الوقت نفسه وجود قوات برية في هذا البلد، مؤكدا أنه «لو تدخلت القوات المصرية في ليبيا لن يتردد في الإعلان عن ذلك»، إلا أنه أكد تقديم مساعدات «للجيش والبرلمان الليبيين».